# Kris Stadsgaard
Kris Stadsgaard (* 1. srpna 1985, Kodaň, Dánsko) je dánský fotbalista, který v současné době hraje na postu středního obránce v dánském klubu FC Kodaň.
Do FC Kodaň zamířil v lednu 2012. V probíhající sezóně 2011/12 vyhrál s klubem dánský fotbalový pohár a v následující sezóně 2012/13 získal s Kodaní ligový titul.

## Reprezentace
Kris Stadsgaard odehrál za dánský reprezentační výběr do 20 let dva zápasy.

### A-mužstvo
V A-týmu Dánska zažil debut 12. srpna 2009 v domácím přátelském utkání s Chile. Nebyla to vítězná premiéra, Dánsko podlehlo soupeři 1:2, Stadsgaard nastoupil na hřiště v 68. minutě.
17. listopadu 2010 absolvoval další přátelské utkání s Českou republikou (0:0) a 14. listopadu 2012 s Tureckem (1:1, rovněž přátelské).